# La vida contra la muerte
La vida contra la muerte es un álbum recopilatorio de la facción chilena de la banda Quilapayún, lanzado en 2005 y que incluye canciones inéditas nunca antes publicadas en Chile.

## Lista de canciones
| La vida contra la muerte |                                          |                         |                         |          |  |
| N.º                      | Título                                   | Letras                  | Música                  | Duración |  |
| 1.                       | «Entre morir y no morir»                 | Pablo Neruda            | Sergio Ortega           |          |  |
| 2.                       | «Balada del hombre que se calló la boca» | Juan Gelman             | Juan Cedrón             |          |  |
| 3.                       | «Playa del sur»                          | Pablo Neruda            | Hugo Lagos              |          |  |
| 4.                       | «Lunita de lejos»                        | Eduardo Carrasco        | Eduardo Carrasco        |          |  |
| 5.                       | «Caminante, sigue»                       | Eduardo Carrasco        | Guillermo García        |          |  |
| 6.                       | «Cuando Valparaíso»                      | Desiderio Arenas        | Desiderio Arenas        |          |  |
| 7.                       | «Memento»                                | Federico García Lorca   | Gustavo Becerra-Schmidt |          |  |
| 8.                       | «Monólogo de la cabeza de Murieta»       | Pablo Neruda            | Eduardo Carrasco        |          |  |
| 9.                       | «Locomotora»                             | Eduardo Carrasco        | Eduardo Carrasco        |          |  |
| 10.                      | «Elegiría la vida»                       | Eduardo Carrasco        | Eduardo Carrasco        |          |  |
| 11.                      | «Los destacagados»                       | Rafael Alberti          | Eduardo Carrasco        |          |  |
| 12.                      | «Amar es mar»                            | Eduardo Carrasco        | Eduardo Carrasco        |          |  |
| 13.                      | «París 1938»                             | Desiderio Arenas        | Eduardo Carrasco        |          |  |
| 14.                      | «Revolución»                             | Gustavo Becerra-Schmidt | Gustavo Becerra-Schmidt |          |  |